# گراولونا توچه
گراولونا توچه (به ایتالیایی: Gravellona Toce) یک کومونه در ایتالیا است که در استان وربانو-کوزیو-اوسولا واقع شده‌است.

## خصوصیات
گراولونا توچه ۱۴٫۷ کیلومترمربع مساحت و ۷٬۸۳۸ نفر جمعیت دارد و ۲۱۱ متر بالاتر از سطح دریا واقع شده‌است.